# 1531 w polityce

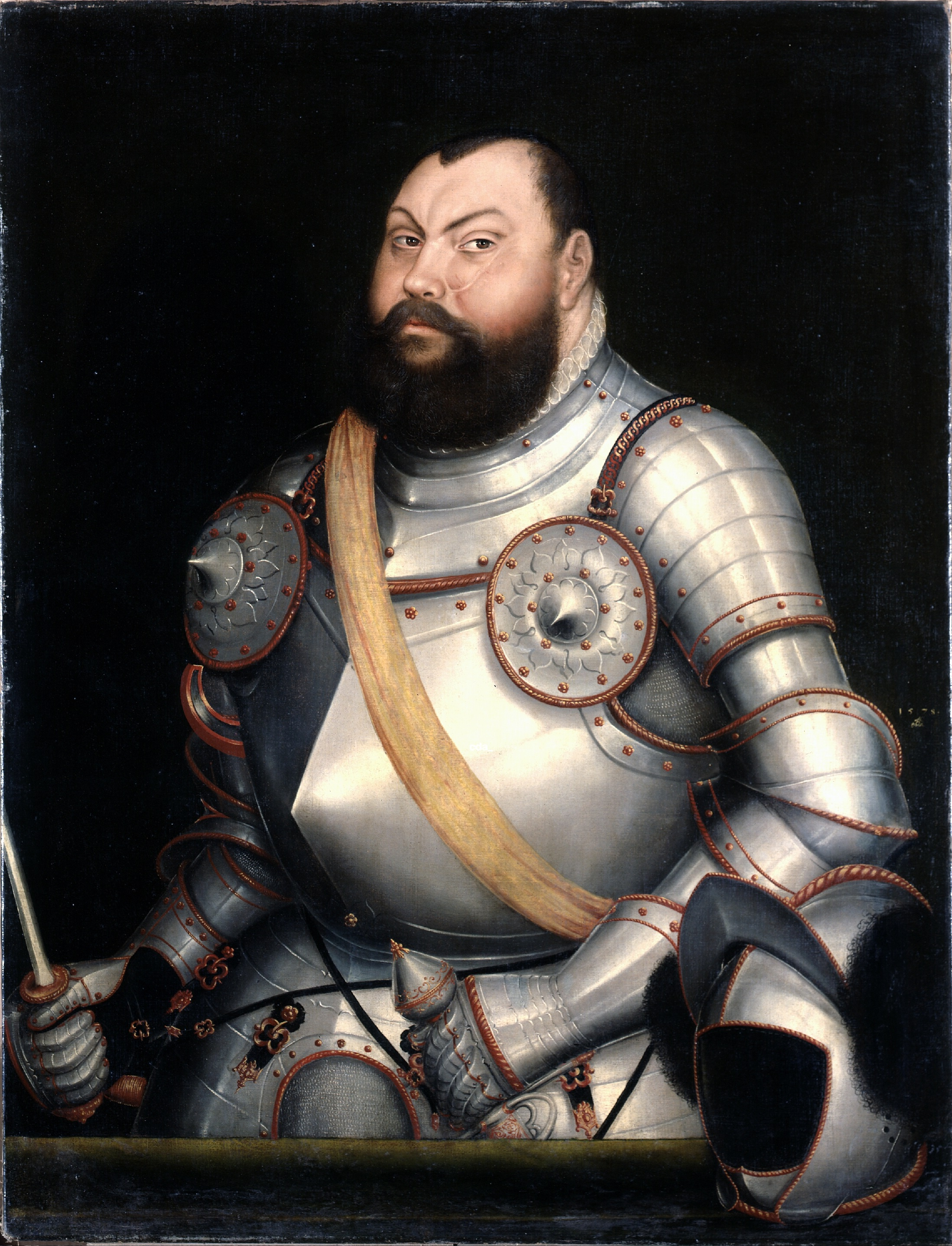
Jan Fryderyk I, książę saski

Wydarzenia polityczne w 1531 roku.
. 

## Wydarzenia
- 22 sierpnia Bitwa pod Obertynem[1]. Hetman Jan Tarnowski pokonuje mołdawskiego hospodara Piotra Raresza zwanego Petryłą.
- Protestanccy książęta cesarstwa zakładają Związek szmalkaldzki[2], organizację o charakterze obronnym, powołaną do wzajemnego wsparcia w przypadku prób przymusowej rekatolicyzacji. Jednym z założycieli sojuszu jest Jan Fryderyk I, książę saski[3].

## Urodzili  się
- Maria Habsburg, arcyksiężniczka Austrii, córka cesarza Ferdynanda I i jego żony Anny Jagiellonki, wnuczka króla Czech i Węgier Władysława II Jagiellończyka.
- 1 listopada Manuel, książę Portugalii (zm. 1537), syn króla Jana III Aviza[4][5].
- Antoni de Crato, wnuk Manuela I Szczęśliwego, w 1580 ostatni król Portugalii z dynastii Avizów[6].

## Zmarli
- 17 lipca Takakuni Hosokawa, japoński dowódca[7].